# 이완구 (1948년)
이완구(李完九, 1948년 11월 12일 ~ )은 대한민국의 제6·7·10대 전라북도 전주시의원이다.

## 학력
- 전주서신국민학교 졸업
- 전주신흥중학교 졸업
- 전주공업고등학교 졸업
- 벽성대학 공업디자인학과 전문학사 졸업
- 한국방송통신대학교 행정학과 학사 졸업

### 비학위 수료
- 전주대학교 경영대학원 경영학 석사 졸업
- 전주대학교 지방자치대학원 사회과학 석사 수료

## 경력
- 육군전략통신사령부 만기 제대
- 서신동 자율방범대장
- 서신동 자율방범대 회장
- 전라북도 씨름협회 이사
- 평안운송(운수업)
- 금성 서전주 대리점 대표
- (주)제일종합건설 이사
- 서신동 방위협희회 위원
- 서전주 주택공사센타 대표
- (재단법인)꿈나무 장학회 이사
- (사단법인)전북의 등불 이사
- (재단법인)전주시 인재육성재단 이사
- (재단법인)전주시 영어마을재단 이사
- 전주시 축구협회·태권도협회 부회장
- 전주시 여자 배구연맹 자문위원
- 전주시 서신 교회 장로
- 전주서신초등학교 교육협의회 회장
- 전주서신초등학교 총동창회 회장
- 전주공업고등학교 총동창회 부회장
- 전주서천초등학교 운영위원회 위원장
- 전주서문초등학교 급식후원회 명예이사
- 전주서중학교 학교폭력대책 자치위원
- 벽성대학교 총동창회 부회장
- 참여자치 전라북도 시민연대 후원이사
- 서신동 주민자치위원회 상임고문
- 한주간 TV끄기운동 본부장
- 한국국악협회 전라북도지회 상임이사
- 새정치국민회의 전북도당 전주시 완산구 지구당원
- 아시아·태평화재단 후원회 중앙위원
- 아시아·태평화재단 후원회 전주시 완산구지회 지회장
- 새천년민주당 전북도당 전주시 완산구 지구당 서신동 지방자치위원장
- 새천년민주당 전북도지부 도시문제특별위원장
- 새천년민주당 전북도당 전주시 완산구 지구당 환경특별위원장
- 민주평화통일 전주시 협의회 자문위원
- 1998.07 ~ 2002.06 제6대 전라북도 전주시의회 의원
- 1998.07 ~ 2000.07 제6대 전라북도 전주시의회 전반기 행정위원회 위원
- 2000.07 ~ 2002.06 제6대 전라북도 전주시의회 후반기 행정위원회 위원장
- 2002.07 ~ 2006.06 제7대 전라북도 전주시의회 의원
- 2002.07 ~ 2004.07 제7대 전라북도 전주시의회 전반기 사회문화위원회 위원장
- 2002.07 ~ 2004.07 제7대 전라북도 전주시의회 전반기 행정위원회 위원장
- 2014.07 ~ 2018.06 제10대 전라북도 전주시의회 의원
- 2014.07 ~ 2016.07 제10대 전라북도 전주시의회 전반기 복지환경위원회 위원
- 2014.07 ~ 2016.07 제10대 전라북도 전주시의회 전반기 행정사무감사특별위원회 위원장
- 2016.07 ~ 2018.06 제10대 전라북도 전주시의회 후반기 예산결산별위원회 위원
- 2016.07 ~ 2018.06 제10대 전라북도 전주시의회 후반기 복지환경위원회 위원
- 2016.07 ~ 2018.06 제10대 전라북도 전주시의회 후반기 의회운영위원회 위원
- 2019 전라북도 전주시의회 후보

## 수상
- 공로패 강현욱 전북도지사 외 4회
- 감사패 서천초등학교 김팽수교장 외 15회
- 공덕비 서신경로당 공적비

## 역대 선거 결과
| 선거명          | 직책명                               | 대수            | 정당   | 득표율 | 득표수  | 결과 | 당락                     |
| --------------- | ------------------------------------ | --------------- | ------ | ------ | ------- | ---- | ------------------------ |
| 3·26 지방 선거  | 전라북도 전주시의원(서신동 선거구)   | 4대             | 무소속 | 20.6%  | 1,057표 | 2위  | 낙선                     |
| 제1회 지방 선거 | 전라북도 전주시의원(서신동 선거구)   | 5대 (민선 1기)  | 무소속 | 35.86% | 1,861표 | 2위  | 낙선                     |
| 제2회 지방 선거 | 전라북도 전주시의원(서신동 선거구)   | 6대 (민선 2기)  | 무소속 | 33.98% | 3,107표 | 1위  | 전라북도 전주시의원 당선 |
| 제3회 지방 선거 | 전라북도 전주시의원(서신동 선거구)   | 7대 (민선 3기)  | 무소속 | 26.05% | 3,321표 | 1위  | 전라북도 전주시의원 당선 |
| 제4회 지방 선거 | 전라북도의원(전주시 제4선거구)       | 8대 (민선 4기)  | 무소속 | 15.20% | 4,375표 | 3위  | 낙선                     |
| 제5회 지방 선거 | 전라북도 전주시의원(전주시 바선거구) | 9대 (민선 5기)  | 무소속 | 18.80% | 3,313표 | 3위  | 낙선                     |
| 제6회 지방 선거 | 전라북도 전주시의원(전주시 바선거구) | 10대 (민선 6기) | 무소속 | 32.32% | 6,207표 | 2위  | 전라북도 전주시의원 당선 |
| 제7회 지방 선거 | 전라북도 전주시의원(전주시 라선거구) | 11대 (민선 7기) | 무소속 | 19.68% | 4,001표 | 3위  | 낙선                     |
| 4·3 재보궐선거  | 전라북도 전주시의원(전주시 라선거구) | 11대 (민선 7기) | 무소속 | 26.20% | 1,863표 | 3위  | 낙선                     |

## 가족 관계
- 배우자 : 김명희 (2019년 8월 30일 별세)